# 単関数
数学の実解析の分野における単関数（たんかんすう、英: simple function）とは、実数直線の部分集合上の（十分に「良い」 - 正式な定義は下節を参照）実数値関数で、有限個の値しか取らないものをいう。
しばしば加えて、単関数は可測であることが要求されることもある。
基本的な単関数の一例として、半開区間 [1,9) 上で定義された床関数が挙げられる（これは {1,2,3,4,5,6,7,8} のいずれかの値しか取らない）。
より発展的な例として、実数直線上のディリクレ関数は、有理数に対しては 1 となり、その他の値に対しては 0 となる（すなわち「単関数」が「単純」であるというのは、技巧的な意味合いにおいてであって、一般的な話し言葉とは幾分食い違いがある）。また、すべての階段関数は単関数であることにも注意されたい（任意の単函数を階段函数と呼ぶ場合もある）。
単関数は、ルベーグ積分などの積分の理論の発展の第一段階において使用される。なぜならば、単関数に対して積分の定義を構築することは非常に容易なことであり、単関数の列を用いることで、より一般の関数を近似することが直ちに可能であるからである。

## 定義
きちんと述べれば、単関数とは可測集合の指示関数の有限な線型結合のことである。より正確に述べれば、集合 X 上の実数値単関数とは、1A を A の指示関数として、X の有限分割
{\displaystyle X=A_{1}\sqcup A_{2}\sqcup \cdots \sqcup A_{n}}
と、適当な実数の定数 α1, …, αn をとって
{\displaystyle f(x)=\sum _{i=1}^{n}\alpha _{i}\,\mathbf {1} _{A_{i}}(x)}
なる形に表すことのできる関数 f: X → R を言う。しばしば、αi の中に、±∞ なる値を許容する（拡大実数値単関数）。また上記の定数を複素数にとれば、複素数値単関数も定義できる。
単関数を可測空間 (X, Σ) 上で考えるとき、この形の単関数が Σ-可測であるための必要十分条件は、任意の Ai が Σ に属することである。従って可測関数のみを考える場合には、単関数を「互いに交わらない可測集合の有限列 A1, …, An ∈ Σ で、それらの和が X を被覆するもの」に関する指示関数の線型結合として定める。

## 単関数の性質
定義より、二つの単関数の和、差、積はふたたび単関数である。また、単関数の定数倍もふたたび単関数である。したがって、ある与えられた可測空間上のすべての単関数の集まりは、K 上の可換多元環を成す（K は文脈により R または C の何れか）。これは可測函数全体の成す可換多元環の部分多元環である。さらに適当な順序によってリース空間（ベクトル束）を成す。

## 単関数の積分
空間 (X,Σ) 上に測度 μ が定義されるとき、単函数 f の μ に関する積分は、
{\displaystyle \int _{X}f\,d\mu :=\sum _{k=1}^{n}a_{k}\mu (A_{k})\quad (f=\sum _{k}a_{k}\mathbf {1} _{A_{k}})}
で与えられる。文脈によっては（係数または測度の）値が ±∞ となってもよいが、右辺の和の各項がすべて有限である場合のみを考えることも多い。

## ルベーグ積分との関係
どのような非負の可測関数 {\displaystyle f\colon X\to \mathbb {R} ^{+}} であっても、単調増加な非負の単関数の列の各点収束の極限として与えられる。実際、{\displaystyle f} を測度空間 {\displaystyle (X,\Sigma ,\mu )} 上定義される、上述のような非負可測関数とする。各 {\displaystyle n\in \mathbb {N} } に対し、{\displaystyle f} の値域を、{\displaystyle 2^{2n}+1} 個の区間で、その内の {\displaystyle 2^{2n}} 個が長さ {\displaystyle 2^{-n}} を持つようなものに区分する。すなわち、各 {\displaystyle n} に対して、
{\displaystyle I_{n,k}=\left[{\frac {k-1}{2^{n}}},{\frac {k}{2^{n}}}\right)} for {\displaystyle k=1,2,\ldots ,2^{2n}}
および
{\displaystyle I_{n,2^{2n}+1}=[2^{n},\infty )}
を定める（固定された {\displaystyle n} に対して、各集合 {\displaystyle I_{n,k}} は互いに素であり、実数直線の非負の部分を覆うことに注意されたい）。
今、可測集合
{\displaystyle A_{n,k}=f^{-1}(I_{n,k})\,} for {\displaystyle k=1,2,\ldots ,2^{2n}+1}
を定義する。このとき、単関数の増加列
{\displaystyle f_{n}=\sum _{k=1}^{2^{2n}+1}{\frac {k-1}{2^{n}}}{\mathbf {1} }_{A_{n,k}}}
は、{\displaystyle n\to \infty } としたとき、{\displaystyle f} へと各点収束する。{\displaystyle f} が有界であるなら、その収束は一様であることに注意されたい。（簡単に積分可能である）単関数によるこのような {\displaystyle f} の近似によって、積分 {\displaystyle f} を定義することが出来る。より詳細な議論は、記事「ルベーグ積分」を参照されたい。

## 注記
1. ↑  伊藤『ルベーグ積分入門』p.60